# Georg Lehnig

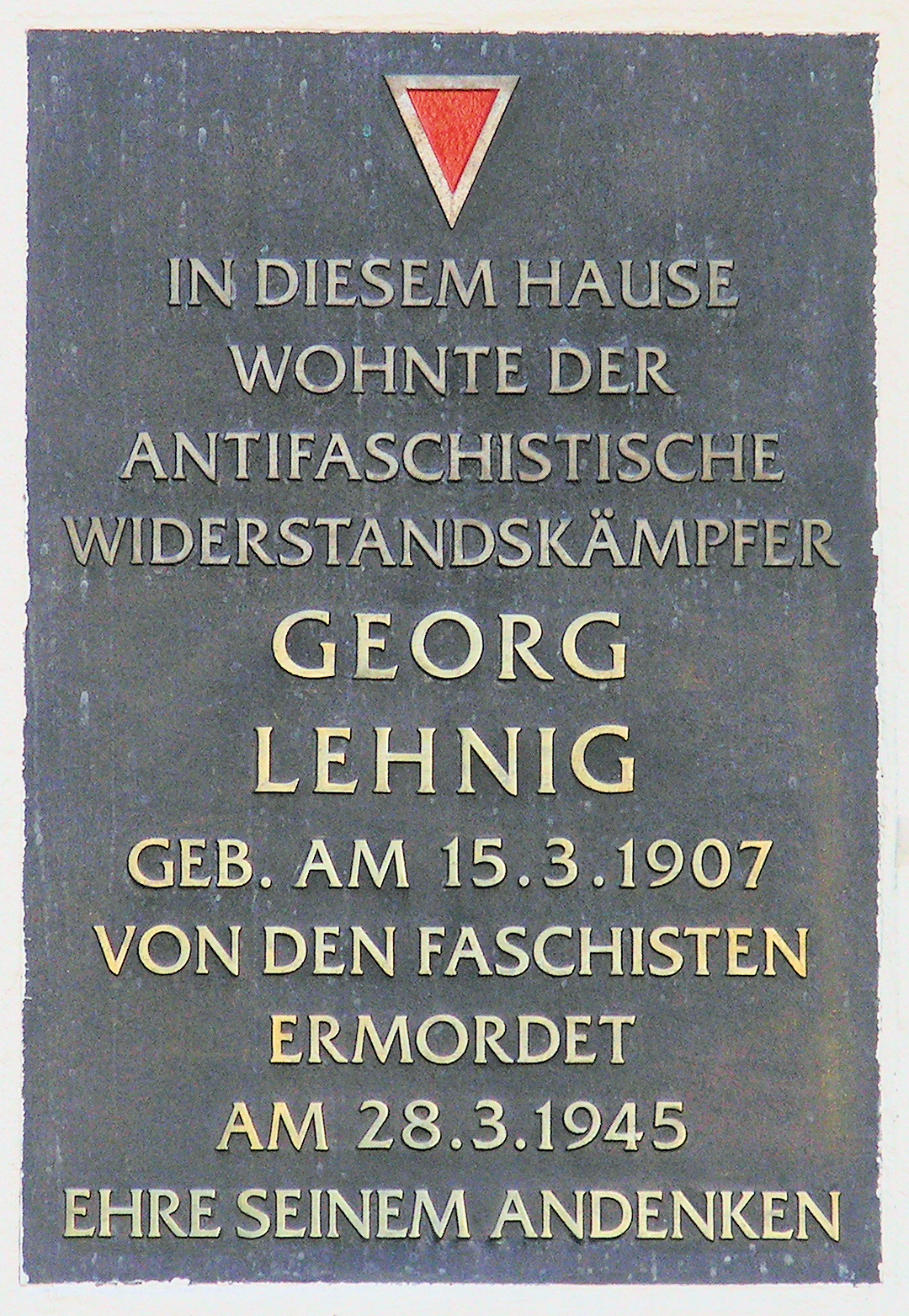
Gedenktafel, Wönnichstraße 105,
Berlin-Rummelsburg

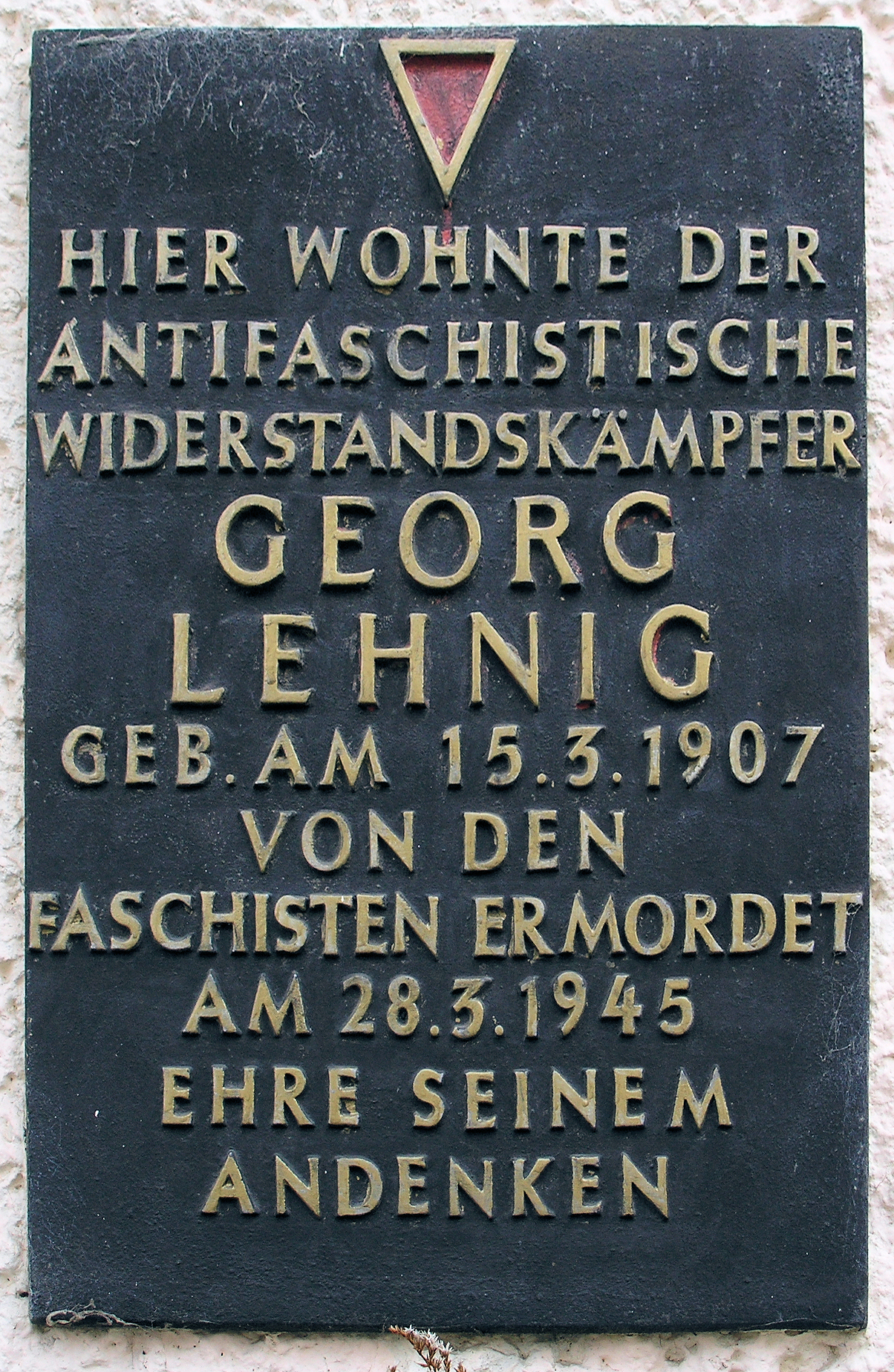
Gedenktafel, Kadiner Straße 16,
Berlin-Friedrichshain

Georg Lehnig (* 15. März 1907 in Lichtenberg bei Berlin; † 28. März 1945 in Brandenburg-Görden) war ein deutscher Kommunist und Widerstandskämpfer gegen den Nationalsozialismus.

## Leben
Georg Lehnig lernte den Beruf eines Mechanikers. Er lebte in der Wönnichstraße 105 in Berlin-Rummelsburg und arbeitete als Tischler und Mechaniker. Als junger Mann trat er dem Kommunistischen Jugendverband Deutschlands bei, 1927 wurde er Mitglied der KPD. Lehnig hielt sich neun Monate lang in der Sowjetunion auf. Nach der Rückkehr setzte ihn seine Partei als Instrukteur und Kurier in Ostpreußen und Litauen ein. 1933 wurde er in Königsberg verhaftet und in ein Konzentrationslager gebracht. Lehnig wurde aus Mangel an Beweisen 1935 freigelassen und arbeitete im Kabelwerk Oberspree, einem Tochterunternehmen der AEG. Er setzte seinen Widerstand fort, indem er Flugblätter verbreitete, die sich an ausländische Zwangsarbeiter richteten.
Lehnig gehörte zum Widerstandskreis um Anton Saefkow. Sein Sohn Horst aus der Ehe mit Cläre Lehnig (1904–1991) desertierte aus der Wehrmacht. Dem von der Gestapo gesuchten Widerstandskämpfer Paul Hinze gewährte Lehnig in seiner Wohnung Unterschlupf. Im April 1944 wurden beide gefasst.
Am 11. Januar 1945 wurde Lehnig vom Volksgerichtshof zum Tode verurteilt. Er wurde wenig später im Zuchthaus Brandenburg hingerichtet.

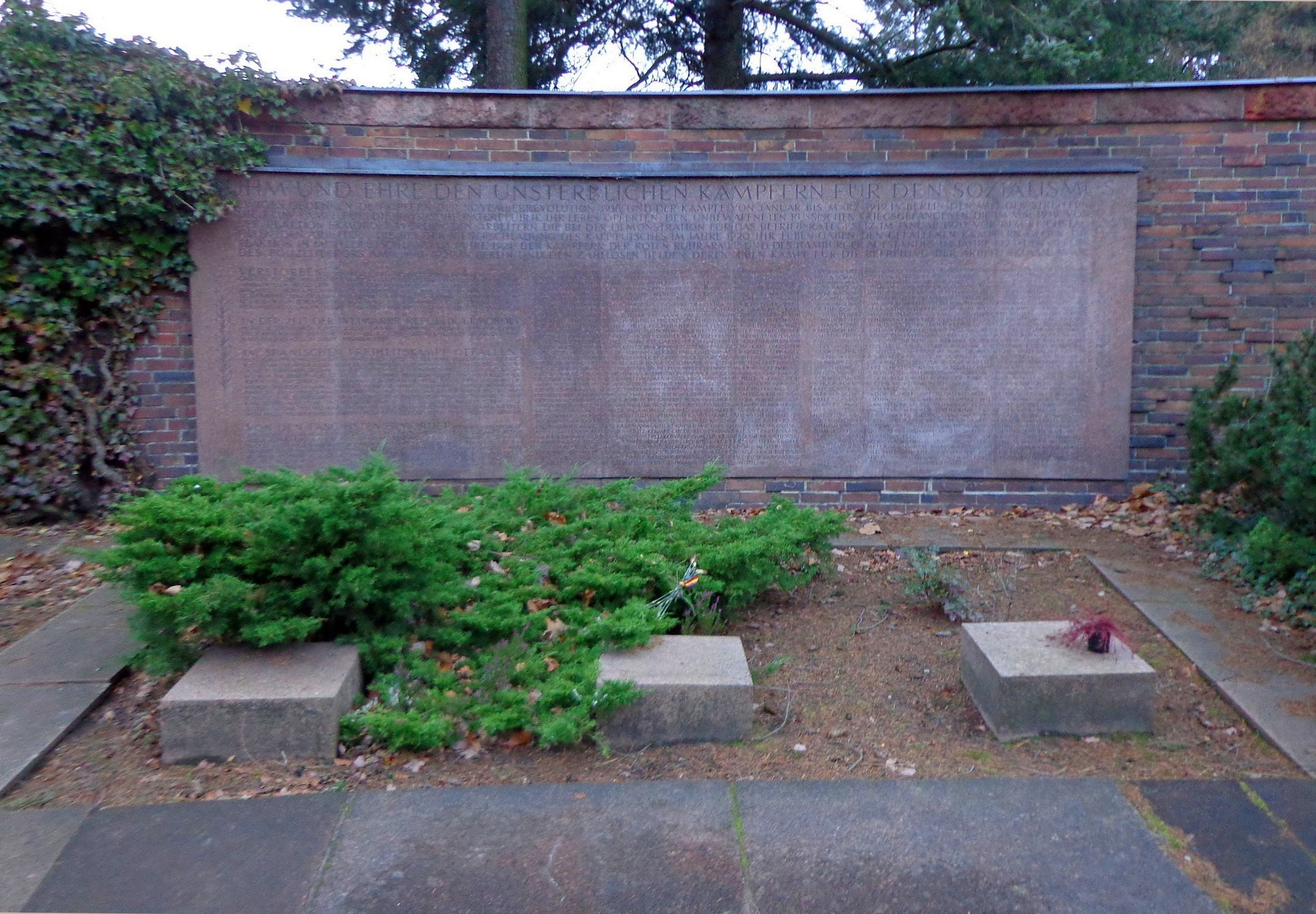
Gedenkstätte der Sozialisten, Porphyr-Gedenktafel an der Ringmauer mit Urnensammelgrab

Nach der Hinrichtung wurde sein Leichnam im Krematorium Brandenburg verbrannt. Im Jahr 1946 wurden zahlreiche Urnen mit der Asche von in der Zeit des Nationalsozialismus hingerichteten Widerstandskämpfern aus den damaligen Berliner Bezirken Lichtenberg, Kreuzberg und Prenzlauer Berg auf den Zentralfriedhof Friedrichsfelde überführt, von denen besonders viele im Zuchthaus Brandenburg-Görden enthauptet worden waren. Ihre sterblichen Überreste fanden schließlich in der 1951 eingeweihten Gedenkstätte der Sozialisten (Urnensammelgrab bei der großen Porphyr-Gedenktafel auf der rechten Seite der Ringmauer) ihren endgültigen Platz. Neben Georg Lehnig erhielten auf diese Weise auch viele andere Widerstandskämpfer eine würdige Grabstätte und einen Gedenkort. Ein Stein in der dortigen Gräberanlage für Opfer des Faschismus und Verfolgte des Naziregimes erinnert ebenfalls an ihn.

## Ehrungen
Eine Straße in Berlin-Lichtenberg, die bis dahin den Namen Stichstraße 3 trug, wurde 1962 nach Georg Lehnig benannt. Eine 2007 an seinem ehemaligen Wohnhaus in Berlin-Rummelsburg angebrachte Gedenktafel erinnert an ihn.